# Software pentru desktop la distanță
În calcul, termenul desktop la distanță se referă la o caracteristică a software-ului sau a sistemului de operare care permite ca mediul desktop al unui computer personal să fie rulat de la distanță de pe un sistem (de obicei un PC, dar conceptul se aplică și unui server sau unui smartphone), fiind în același timp afișat pe un dispozitiv client separat. Aplicațiile desktop la distanță au caracteristici diferite. Unele permit atașarea la o sesiune a unui utilizator existent și „controlul de la distanță”, fie afișând sesiunea de control de la distanță, fie acoperind ecranul. Preluarea unui desktop de la distanță este o formă de administrare la distanță.

## Prezentare generală
Accesul la distanță poate fi explicat, de asemenea, ca fiind controlul de la distanță al unui computer prin utilizarea unui alt dispozitiv conectat prin internet sau o altă rețea. Acest lucru este utilizat pe scară largă de mulți producători de calculatoare și de birourile de asistență ale marilor întreprinderi pentru depanarea tehnică a problemelor clienților lor.
Software-ul pentru desktop la distanță captează intrările mouse-ului și tastaturii de la computerul local (client) și le trimite computerului la distanță (server). La rândul său, computerul la distanță trimite comenzile de afișare către computerul local. Atunci când aplicațiile cu multe elemente grafice, inclusiv video sau modele 3D, trebuie să fie controlate de la distanță, trebuie utilizat un software de stație de lucru la distanță care să trimită mai degrabă pixelii decât comenzile de afișare pentru a oferi o experiență fluidă, similară celei locale.
Partajarea desktop-ului la distanță se realizează prin intermediul unui model client/server comun. Clientul, sau vizualizatorul VNC, este instalat pe un computer local și apoi se conectează prin intermediul unei rețele la o componentă server, care este instalată pe computerul de la distanță. Într-o sesiune VNC tipică, toate apăsările de taste și clicurile pe mouse sunt înregistrate ca și cum clientul ar efectua efectiv sarcini pe computerul utilizatorului final.
Desktop-urile la distanță au, de asemenea, un avantaj major pentru dezvoltarea securității, companiile putând permite inginerilor software care pot fi dispersați geografic să opereze și să dezvolte de pe un computer care poate fi ținut în biroul companiei sau în mediul cloud.
Computerul țintă într-un scenariu de desktop la distanță este în continuare capabil să acceseze toate funcțiile sale de bază. Multe dintre aceste funcții de bază, inclusiv clipboard-ul principal, pot fi partajate între computerul țintă și clientul desktop la distanță.
De la debutul pandemiei de COVID-19, trecerea la medii de lucru la distanță a determinat multe persoane să lucreze de acasă cu dispozitive fără suport IT din partea întreprinderii. Ca urmare, acești lucrători se bazează pe software-ul de desktop la distanță pentru a colabora și pentru a-și menține sistemele disponibile și sigure.

## Utilizări
O utilizare principală a software-ului pentru desktop de la distanță este administrarea și implementarea de la distanță. Această nevoie apare atunci când cumpărătorii de software sunt departe de furnizorul lor de software. Majoritatea software-urilor de acces la distanță pot fi utilizate pentru „calculatoare headless”: în loc ca fiecare calculator să aibă propriul monitor, tastatură și mouse sau să utilizeze un comutator KVM, un calculator poate avea un monitor, tastatură, mouse și software de control la distanță și poate controla mai multe calculatoare headless. Modul desktop duplicat este util pentru asistența și educația utilizatorilor. Software-ul de control de la distanță combinat cu comunicarea telefonică poate fi aproape la fel de util pentru utilizatorii începători de calculatoare ca și cum personalul de asistență ar fi chiar acolo.
Software-ul pentru desktop la distanță poate fi utilizat pentru a accesa un computer la distanță: un computer personal fizic la care un utilizator nu are acces fizic, dar care poate fi accesat sau cu care se poate interacționa. Spre deosebire de servere, computerele la distanță sunt utilizate în principal pentru conexiuni peer to peer, în care un dispozitiv nu este supravegheat. În general, o conexiune la un computer la distanță este posibilă numai dacă ambele dispozitive au o conexiune la rețea.
De la apariția cloud computing-ului, software-ul pentru desktop la distanță poate fi găzduit pe dispozitive hardware USB, permițând utilizatorilor să conecteze dispozitivul la orice PC conectat la rețeaua lor sau la internet și să își recreeze desktop-ul prin intermediul unei conexiuni la cloud. Acest model evită o problemă a software-ului de birou la distanță, care necesită ca computerul local să fie pornit în momentul în care utilizatorul dorește să îl acceseze de la distanță. (Este posibil, cu ajutorul unui router cu suport VPN C2S și cu ajutorul echipamentelor LAN, să se stabilească o conexiune de rețea privată virtuală (VPN) cu routerul prin internet dacă acesta nu este conectat la LAN, să se pornească un computer conectat la router, apoi să se conecteze la acesta).
Produsele desktop la distanță sunt disponibile în trei modele: servicii găzduite, software și dispozitiv.
Escrocii care oferă asistență tehnică folosesc programe de desktop la distanță pentru a se conecta la computerul victimei și adesea blochează computerul dacă victima nu cooperează.

## Protocoale
Protocoalele desktop la distanță includ următoarele:
- Apple Remote Desktop Protocol (ARD) – Protocol original pentru Apple Remote Desktop pe mașini macOS.
- Appliance Link Protocol (ALP) – un protocol specific Sun Microsystems care include audio (redare și înregistrare), imprimare la distanță, USB la distanță, video accelerat
- Software pentru grafică la distanță HP (RGS) – un protocol proprietar conceput de Hewlett-Packard special pentru remoting-ul și colaborarea stațiilor de lucru high-end.
- Independent Computing Architecture (ICA) – un protocol proprietar conceput de Citrix Systems
- Tehnologia NX (NX) un protocol proprietar conceput de NoMachine, cu derivate open-source disponibile din alte proiecte forked.
- PC-over-IP (PCoIP) – un protocol proprietar utilizat de VMware (licențiat de la Teradici)[5]
- Protocolul desktop la distanță (RDP) – un protocol specific Windows, cu imprimare audio și de la distanță
- Protocolul Remote Frame Buffer (RFB) – un protocol cross-platform la nivel de framebuffer pe care se bazează VNC.
- SPICE (Simple Protocol for Independent Computing Environments) – sistem de afișare la distanță creat pentru medii virtuale de Qumranet, în prezent Red Hat
- Splashtop – un protocol desktop la distanță de înaltă performanță dezvoltat de Splashtop, complet optimizat pentru hardware (H.264), inclusiv chipset-uri Intel / AMD, NVIDIA / ATI GPU & APU, Qualcomm Snapdragon și NVIDIA Tegra. Prin optimizarea pentru diferite profiluri de codecuri media, Splashtop poate oferi rate ridicate de cadre cu latență scăzută și, de asemenea, un consum redus de energie.
- Xpra – un protocol dezvoltat inițial pentru transmiterea fără probleme a aplicațiilor X11 cu audio, video, imprimare la distanță etc. - extins pentru a suporta servere Windows și macOS
- Sistem X Window (X11) – un protocol cross-platform bine stabilit, utilizat în principal pentru afișarea aplicațiilor locale; X11 este transparent pentru rețea
- Wake-on-LAN – un protocol standard pentru trezirea de la distanță a computerelor care sunt în modul de consum redus de energie (oprite, dar care au încă acces la o sursă de alimentare).

## Variante rău intenționate
Un troian de acces la distanță (RAT, denumit uneori creepware) este un tip de malware care controlează un sistem prin intermediul unei conexiuni de rețea la distanță. În timp ce partajarea desktop-ului și administrarea de la distanță au multe utilizări legale, „RAT” conturează o activitate criminală sau rău intenționată. Un RAT este de obicei instalat fără știrea victimei, adesea ca sarcină utilă a unui cal troian, și va încerca să își ascundă funcționarea de victimă și de programele de securitate informatică și alte programe antivirus.

### Exemple notabile
- Back Orifice
- Back Orifice 2000
- Beast Trojan
- Bifrost[13]
- Blackshades[14][15]
- DarkComet[16][17]
- Havex
- Imminent Monitor[18][19][20][21]
- NjRAT
- PoisonIvy
- Sub Seven